# Hugo II (książę Burgundii)
Hugo II Borel de Bourgogne (ur. 1084  – zm. 1143) – książę Burgundii w latach 1103-1142. Najstarszy syn księcia Odona I i jego żony - Sybilli Burgundzkiej. Został pochowany w Cîteaux.
Około 1115 ożenił się z Felicją Matyldą de Mayenne, córką Gauthiera, hrabiego Mayenne, i Adeliny de Presles. Doczekał się z nią:
- Angeliny Burgundzkiej (ur. 1116  – zm. 1163), żony Hugona I, hrabiego Vaudemont
- Klemencji Burgundzkiej (ur. 1117), żony Hervé III de Donzy,
- Odo II (ur. 1118  – zm. 1162), księcia Burgundii (1142–1162)
- Gauthiera (ur. 1120  – zm. 1180), biskupa Langres, arcybiskupa Besançon
- Hugona (ur. 1121  – zm. 1171), pana Châlon
- Roberta (ur. 1122  – zm. 1140), biskupa Autun
- Henryka (ur. 1124  – zm. 1170), pana Flavigny, biskupa Autun
- Rajmunda (ur. 1125  – zm. 1156), hrabiego de Grignon, pana de Montpensier
- Sybilli Burgundzkiej (ur. 1126  – zm. 1150), żony Rogera II, króla Sycylii
- Dulcii (ur. 1128), żony Rajumnda de Grancy
- Matyldy Burgundzkiej (ur. 1130), żony Wilhelma VII de Montpellier,
- Aremburgi (ur. 1132), zakonnicy